# آلان برافو
آلان برافو (بالفرنسية: Alain Bravo)‏ هو مهندس فرنسي، ولد في 1 أبريل 1945 في فرنسا.